# Andy McCluskey
George Andrew McCluskey, meglio noto come Andy McCluskey (Heswall, 24 giugno 1959), è un cantante, bassista, compositore e musicista britannico, frontman del gruppo dei Orchestral Manoeuvres in the Dark (OMD).
Nel 1978 ha fondato insieme a Paul Humphreys il gruppo Orchestral Manoeuvres in the Dark (OMD). Dopo aver suonato in vari gruppi con nomi bizzarri quali Hitlerz Underpantz, Dalek I Love You e The Id, i due amici di gioventù formano gli Orchestral Manoeuvres in the Dark e continuano a collaborare fino allo scioglimento del gruppo nel 1988. Il gruppo ha numerosi successi all'inizio degli anni ottanta con brani quali Enola Gay, Souvenir, Maid of Orleans e So In Love.
McCluskey continua a scrivere e registrare sotto il nome del gruppo fino al 1996. Nel 2003 Humphreys si aggrega di nuovo a McCluskey per una serie di concerti reunion e nel 2010 i due pubblicano l'album History of Modern, di nuovo sotto il nome di Orchestral Manoeuvres in the Dark (OMD).
Nel 1998 McCluskey forma il gruppo vocale femminile Atomic Kitten per il quale fa da produttore e scrive canzoni, fra le quali Whole Again che raggiunge il numero uno nelle classifiche inglesi nel 2001.
Il figlio James ha seguito le orme del padre formando il gruppo MiG 15, nel quale suona il basso elettrico.